# لاپاز، باخا کالیفرنیا سور
لا پاس (اسپانیایی : La paz "صلح") شهر پایتخت ایالت باخا کالیفرنیا سور در کشور مکزیک و مرکز تجاری مهم منطقه است.

## آب و هوا
- میانگین بالاترین دما در سال ۳۰٫۵ سلسیوس (بالاترین دما ماه ژوئیه ۳۶٫۵ سلسیوس)
- میانگین پایین‌ترین دما در سال ۱۶ سلسیوس (پایین‌ترین دما ماه ژانویه ۹٫۷ سلسیوس)
- بارش در سال ۱۸۲٫۶ میلی‌متر (بالاترین بارش ماه سپتامبر ۵۵٫۴ میلی‌متر / پایین‌ترین بارش ماه آوریل و ماه ژوئن ۰٫۶ میلی‌متر)

## پیشینه
نخستین ساکنان منطقه لا پاس قبیله ی از دوران نوسنگی که شکارچی-گردآورنده بودند که حداقل ۱۰۰۰۰ سال پیش در آنجا زندگی می‌کردند. این قبیله از خود اثرهایی در فرم نقاشی‌های روی سنگ در نزدیکی شهر و در سراسر شبه جزیره باخا به جا گذاشتند.
در سال ۱۵۳۵ میلادی، هرنان کورتس وارد منطقه لاپاز شده و این منطقه را سانتا کروز (Santa Cruz) نام گذاشت، او اقدام به شروع یک مستعمره کرد، اما تلاش‌های خود را پس از چند سال به دلیل مشکلات تدارکاتی رها کرد.
در سال ۱۵۹۶ سباستین ویسکاینو (Sebastián Vizcaíno) وارد این منطقه شد و شهرسازی را از سر گرفت.

## نام
در سال ۱۵۹۶ سباستین ویسکاینو (Sebastián Vizcaíno) وقتی وارده این منطق برازه ساختن شهر شد به آن نام لا پاز را داد. برگردان لا پاس به فارسی "صلح" است.

## امروزه
شهر لا پاس در این روزها مهاجران بسیاری از دیگر شهرهای کشور مکزیک را در خود جای می‌دهد و دلیل آن این است که میانگین حقوق روزانه در این شهر بیشتر از ۶ برابر از حد اقل کشور است. (لا پاز ۲۷ دلار در روز - حد اقل کشور ۴.۲۵ دلار). 
امروزه طبیعت‌گردی مهم‌ترین منبع درآمد گردشگری در لا پاس است چون گردشگران برای لذت بردن از شگفتی‌های دریایی لا پاس، و همچنین متنوع و اغلب منحصر به فرد بودن آن به این شهر سفر می‌کنند.

## شهرهای خواهرخوانده
شهر لا پاس ۵ شهر خواهرخوانده دارد 
- ردوندو بیچ٬ آمریکا
- والی سیتی٬ آمریکا
- تیخوانا٬ مکزیک
- انسنادا٬ مکزیک
- روساریتو٬ مکزیک

## نگارخانه

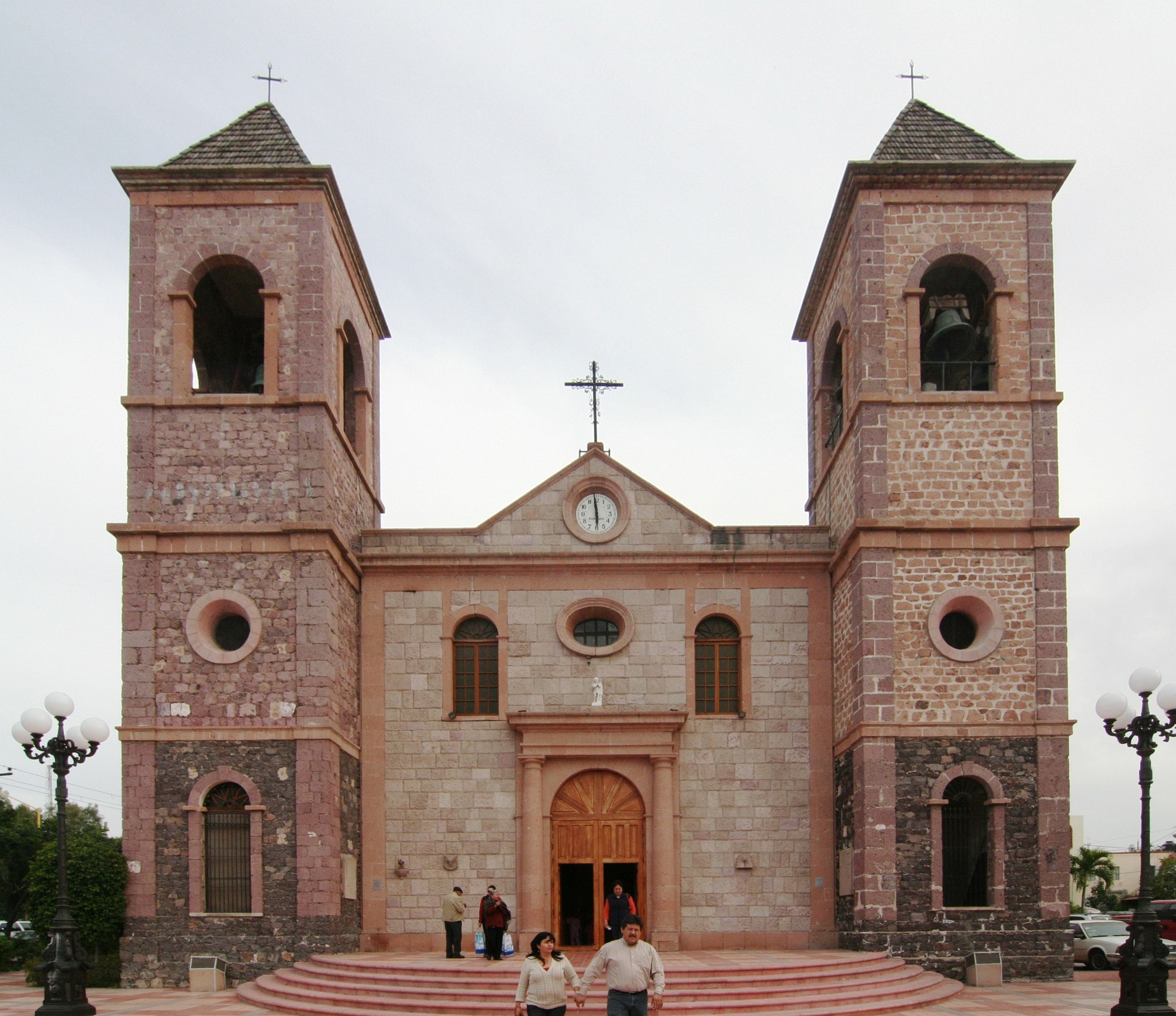
کلیسای لا پاس
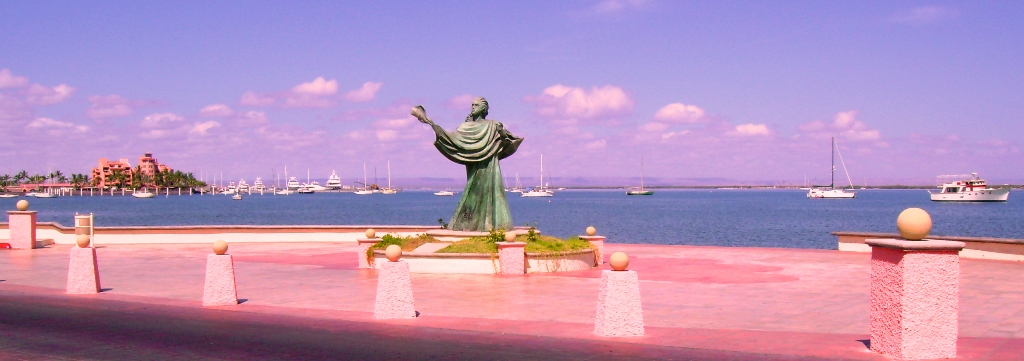
مسیح و حلزون در راه رو کنار ساحل لا پاس